# امی گورینگ
امی گورینگ (به آلمانی: Emmy Göring) (زاده ۲۴ مارس ۱۸۹۳ – درگذشته ۸ ژوئن ۱۹۷۳) یک بازیگر و دومین همسر هرمان گورینگ، وزیر لوفت‌وافه و رئیس رایشس‌تاگ بود. برخی تاریخ‌نگاران از وی به‌عنوان بانوی اول آلمان نازی نام می‌برند؛ درحالی‌که برخی دیگر این عنوان را برای ماگدا گوبلس، همسر یوزف گوبلس به‌کار می‌برند.
از فیلم‌هایی که وی در آن نقش داشته‌است می‌توان به ویلیام تل اشاره کرد.